# Raoul Le Mouton de Boisdeffre
Raoul Le Mouton de Boisdeffre (Alençon, 6 febbraio 1839 – Parigi, 24 agosto 1919) è stato un generale francese.
Fu capo di stato maggiore dell'esercito francese tra il 1893 e il 1898, periodo nel quale scoppiò il celebre affare Dreyfus.

## Biografia
Nipote del generale Louis René Le Mouton de Boisdeffre entrò nell'École spéciale militaire de Saint-Cyr nel 1858. Nominato sottotenente nel 31º reggimento di fanteria di linea nel 1860, partecipa al corpo di stato maggiore nel 1863.
Promosso capitano nel 48º reggimento di fanteria di linea nel 1866, prestò servizio in Algeria sotto il generale Alfred Chanzy dal 1865 al 1867, poi dal 1868 al 1870.
Nel 1870, dopo una breve ma disastrosa campagna sotto il generale Joseph Vinoy, si ritrovò nella Parigi assediata dai prussiani. Resosi conto dell'inutilità della difesa della città, chiese di unirsi a Chanzy e all'esercito della Loira e il 22 dicembre 1870 fu inviato in missione con il ballon monté Le Lavoisier dal governatore di Parigi, generale Louis Jules Trochu, presso il governo della difesa nazionale.
Come comandante di battaglione, seguì il generale Chanzy, governatore dell'Algeria dal 1873 al 1879.
Rimase con Chanzy quando fu nominato tenente colonnello nel 1878, poi lo seguì quando Chanzy fu nominato ambasciatore francese in Russia. A San Pietroburgo ricoprì dal 1879 al 1882 l'incarico di addetto militare e conobbe il vicecapo di Stato Maggiore, il generale Nikolaj Obručev, con il quale strinse amicizia.
Promosso a colonnello nel 1882, generale di brigata nel 1887, maggiore generale nel luglio 1892, de Boisferre fu in ogni fase della sua carriera uno dei più giovani ufficiali generali della sua generazione.
Al suo ritorno dalla Russia, il generale Chanzy lo mantenne nello staff del VI corpo d'armata. Alla fine del 1882, Chanzy gli chiese di assumere un reggimento nel suo corpo, ma morì nel gennaio 1883.
Dal 1883 al 1887, de Boisferre comandò il 106º reggimento di fanteria a Châlons-sur-Marne. Lì conobbe il nuovo comandante del VI Corpo d'armata, il generale de Miribel, di cui divenne in seguito capo di stato maggiore. Lo seguì a Parigi quando il generale Miribel fu nominato capo dello Stato Maggiore dell'esercito nel 1890 e divenne vice capo dello Stato Maggiore. Sotto il suo comando, lavorò al piano XIII e a un'alleanza con la Russia che avrebbe permesso alla Francia di uscire dal suo completo isolamento diplomatico.
Nel 1890, fu invitato personalmente dal ministero dello zar Alessandro III a rappresentare la Francia alle grandi manovre militare russe. L'invito fu esteso per contrastare l'imperatore Guglielmo II di Germania, che si era autoinvitato dopo aver licenziato Bismarck e rifiutato di rinnovare il trattato di riassicurazione. Fu questa occasione che permise di rilanciare l'intera operazione diplomatica voluta dallo Stato Maggiore. Sotto il parziale controllo del Ministero degli Affari Esteri, negoziò con il ministro russo Nicolas de Giers e soprattutto col generale Obručev, che era venuto a trascorrere l'estate del 1891 con la moglie in Francia. Il risultato fu uno scambio di lettere tra i due ministri, Alexandre Ribot e Nicolas de Giers, alla fine di agosto.
Su richiesta del suo capo e per la sua posizione di negoziatore, il 19 novembre 1891 fu nominato Consigliere di Stato "per servizio straordinario all'esercito" con decreto.
L'estate successiva si recò nuovamente alle grandi manovre in Russia e, dopo lunghe trattative supervisionate dallo zar, il 17 agosto 1892 firmò con Obrutchev l'accordo militare segreto che diede vita all'alleanza franco-russa. L'accordo era puramente difensivo, su espressa richiesta dei russi.
Miribel, che vedeva in lui un successore, volle che assumesse un comando operativo per qualche anno. Nominato al comando della 10ª divisione di fanteria il 26 agosto 1893, che fu inviata nelle province, l'11 settembre assunse il comando della 9ª divisione di fanteria, di stanza nei pressi di Parigi. Pochi giorni dopo, fu richiamato il 28 settembre 1893 dopo l'improvvisa morte di Miribel, capo di Stato Maggiore dell'esercito.
Nel 1894 fu inviato come ambasciatore straordinario ai funerali di Alessandro III.
Nel 1896 fu nuovamente nominato ambasciatore straordinario per l'incoronazione di Nicola II, dove negoziò il rafforzamento dell'alleanza (all'epoca ancora segreta) e una visita di Stato della coppia imperiale in Francia (ottobre 1896). Su sua iniziativa che le biciclette furono introdotte nell'esercito.
Fu coinvolto nell'affare Dreyfus come Capo di Stato Maggiore e fu citato nel celebre J'accuse di Émile Zola. Dopo la scoperta del "falso Henry", il 2 settembre 1898 si dimise a causa dello scandalo e si ritirò dalla vita pubblica.

## Cinema
Nel film del 2019 L'ufficiale e la spia di Roman Polański, de Boisdeffre è interpretato da Didier Sandre.